# Англе (Атлантски Пиринеји)
Англе (фр. Anglet) је насељено место у Француској у региону Аквитанија, у департману Атлантски Пиринеји.
По подацима из 2011. године у општини је живело 38.581 становника, а густина насељености је износила 1432,64 становника/km².

## Демографија
| 1962.  | 1968.  | 1975.  | 1982.  | 1990.  | 2011.  |
| ------ | ------ | ------ | ------ | ------ | ------ |
| 16.150 | 21.190 | 25.245 | 29.821 | 33.041 | 38.581 |